# Jealousy (Queen)
Jealousy è un singolo del gruppo musicale inglese Queen, estratto dall'album Jazz del 1978.
Il brano è stato scritto dal frontman del gruppo Freddie Mercury, che esegue sia la parte strumentale al pianoforte che quella vocale, mentre Brian May esegue la parte d'accompagnamento alla chitarra con un effetto sonoro simile al suono del sitar. Il lato B del singolo è Fun It.

## Formazione
- Freddie Mercury – voce, pianoforte
- Brian May – chitarra
- Roger Taylor – batteria
- John Deacon – basso